# Kopara Falls
Die Kopara Falls sind ein Wasserfall bislang nicht ermittelter Fallhöhe im Grey District in der Region West Coast auf der Südinsel Neuseelands. An der Westflanke des 1379 m hohen Mount Elliot liegt er im Lauf eines namenlosen Bachs, der in westlicher Fließrichtung unweit hinter dem Wasserfall in den Ahaura River mündet.